# エヴェンキ族自治旗
エヴェンキ族自治旗（エヴェンキぞく-じちき）は、中華人民共和国内モンゴル自治区フルンボイル市に位置する自治旗。地方政府はバイントホイ・バルガス（巴彦托海鎮）にある。

## 地理
エヴェンキ族自治旗は内モンゴル自治区東部、大興安嶺山脈西嶺のフルンボイル草原南東部に位置する。旗内には輝河湿地生態自然保護区、ホンゴルジ（紅花爾基）樟子松自然保護区が設置されている。

## 民族
エヴェンキ族を中心にモンゴル族、ダウール族、漢族が居住する。

## 行政区画
4バルガス（鎮）、5ソム（蘇木）、1民族郷を管轄
- バルガス（鎮） 
  - バイントホイ・バルガス（巴彦托海鎮）
  - 大雁鎮
  - イミン・ゴル・バルガス（伊敏河鎮）
  - ホンゴルジ・バルガス（紅花爾基鎮）
- ソム （蘇木）
  - バインチャガーン・ソム（巴彦査崗蘇木）
  - シンフン・バローン・ソム（錫尼河西蘇木）
  - シンフン・ジューン・ソム（錫尼河東蘇木）
  - イミン・ソム（伊敏蘇木）
  - ホイ・ソム（輝蘇木）
- アイムン・トルス[1]（民族郷） : バイン・タル・ダウール族郷（巴彦塔拉達斡爾族郷）

## 経済
伝統的な牧畜などの一次産業が中心であったが、石炭火力発電を行うイミン（伊敏）華能煤電公司や炭鉱開発を行う大雁煤業公司などの工業経済も存在し、また近年はロシア連邦・モンゴル国との貿易、観光業による経済発展を目指し投資が行われている。

## 交通

### 鉄道
- 中国鉄路総公司
  - 浜洲線

（満洲里方面）- 大雁駅 -（ハルビン方面）
- - 伊敏線

（ハイラル方面）- 西索木駅 - 孟根駅 - 伊敏駅
- - 伊阿線

伊敏駅 - 伊敏索木駅 - 徳仁駅 - 輝河駅 -（アルシャン方面）

### 道路
- 高速道路
  - 綏満高速道路
- 国道
  - G301国道